# Ratpenat de Rüppell
El ratpenat de Rüppell (Pipistrellus rueppellii) és una espècie de ratpenat de la família dels vespertiliònids que habita als països d'Algèria, Angola, Benín, Botswana, Burkina Faso, Burundi, el Camerun, República Centreafricana, el Txad, República del Congo, la República Democràtica del Congo, Egipte (Sinaí), Guinea Equatorial, Etiòpia, el Gabon, Gàmbia, Ghana, Guinea, Guinea-Bissau, l'Iraq, Israel, Kenya, Libèria, Líbia, Malawi, Mali, Marroc, Moçambic, Namíbia, Nigèria, Ruanda, Senegal, Sierra Leona, Somàlia, Sud-àfrica, el Sudan, Tanzània, Togo, Tunísia, Uganda, Iemen, Zàmbia i Zimbàbue. El seu hàbitat és el semidesert i desert. Descansen sota les roques i en els edificis. No hi ha amenaces significatives per a la supervivència d'aquesta espècie, excepte l'ús de pesticides contra la llagosta.